# San Félix (Uruguai)
San Félix és una localitat de l'Uruguai, ubicada al sud-oest del departament de Paysandú, sobre la frontera amb l'Argentina.
Es troba a 2 metres sobre el nivell del mar. Té una població aproximada de 1.072 habitants.
| 1963 | 1975 | 1985 | 1996  | 2004    |
| ---- | ---- | ---- | ----- | ------- |
| 341  | 817  | 841  | 1.071 | {{{5}}} |